# Ты поёшь громко, я пою громче
«Ты поешь громко, я пою громче» (англ. You Sing Loud, I Sing Louder) — драматический фильм, главные роли в котором исполнили отец и дочь — Юэн Макгрегор и Клара Макгрегор. Режиссёром фильма выступила Эмма Уэстенберг, это её первый полнометражный фильм. Сценарий был написан Руби Кастер на основе истории, придуманной ей совместно с Кларой Макгегор и Верой Булдер. Мировая премьера фильма состоялась 11 марта 2023 года на фестивале SSXW.

## В ролях
- Клара Макгрегор
- Юэн Макгрегор
- Вера Булдер
- Джейк Уэри
- Ким Зиммер

## Премьера
Мировая премьера фильма состоялась на фестивале South by Southwest 11 марта 2023 года.